# La Nuit de la Saint-Jean (Nicolas Gogol)
Pour les articles homonymes, voir La Nuit de la Saint-Jean (Duhamel).
La Nuit de la Saint-Jean (en russe : Вечер накануне Ивана Купала, translittération : Vecher nakanune Ivana Kupala) est une nouvelle de Nicolas Gogol. C'est le deuxième conte du recueil Les Soirées du hameau près de Dikanka.
Après le titre, Gogol a ajouté « conté par le sacristain de l'église de  *** ». 

## Publication de la nouvelle

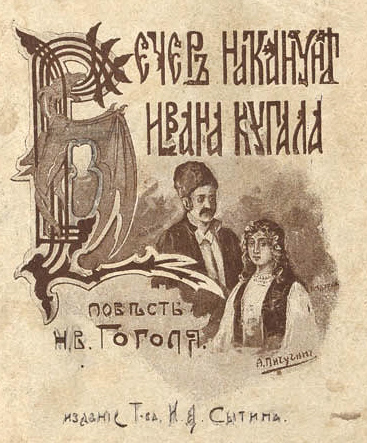
La Nuit de la Saint-Jean publiée en 1909

La nouvelle La Nuit de la Saint-Jean a été publiée dans les numéros de février et de mars 1830 dans la revue littéraire russe Les Annales de la Patrie (Отечественные записки, Otechestvennye Zapiski) avant d'être éditée sous forme de livre en 1831 en même temps que sept autres nouvelles.

## Résumé
L'histoire est racontée par Rudy Panko, le sacristain de l'église de Dikanka.
Je lis une histoire, écrite par Thomas Grégoriévitch, à un monsieur venu de Poltava. Après moins d'une page, Thomas Grégoriévitch m'interrompt et exige de raconter cette histoire à sa façon. Voici son récit :
Mon grand-père vivait dans un village disparu qui était situé non loin de Dikanka. Un Cosaque, Korj, sa fille Pidorka et leur ouvrier Pierre Sans-famille y vivaient. Pétro et Pidorka tombent amoureux, mais Korj les surprend en train de s'échanger un baiser et s'apprête à fouetter Pétro. Il stoppe son geste quand Ivass, son fils âgé de six ans, plaide pour que Pétro ne soit pas battu. Korj lui intime l'ordre de ne plus jamais revenir chez lui, ce qui met les amoureux dans le désespoir. Pétro discute alors avec Basavriouk, un étranger qui fréquente le village et que beaucoup pensent être le diable en personne. Basavriouk dit à Pétro de le rejoindre au ravin de l'ours et qu'il va lui révéler où se trouve un trésor qui lui permettra de récupérer Pidorka.
Il se fait que la fougère ne fleurit uniquement que la veille de la Saint-Jean. Basavroiuk demande à Pétro de trouver une fougère en fleur, d'en cueillir la fleur puis d'obéir à la sorcière. Pétro trouve une de ces fleurs que la sorcière lui prend et lance en l'air. À l'endroit où la fleur touche le sol, la sorcière ordonne à Pétro de creuser. Pétro creuse et découvre un coffre qu'il ne peut ouvrir. La sorcière lui annonce alors que le trésor lui appartiendra dès qu'il aura versé du sang humain, ce qu'il accepte de faire après moult hésitations. Il se rend alors compte que c'est Ivass qui sera sa victime. Il refuse dans un premier temps, puis décapite l'enfant. Revenu chez lui, il dort pendant deux jours et à son réveil, il voit l'or, mais ne se souvient pas comment il l'a obtenu.
Bientôt marié avec Pidorka, le caractère de Pétro change, il devient de plus en plus absent et quasiment fou, pensant tout le temps à son trou de mémoire. Finalement, après un an, la veille de la Saint-Jean, Pidorka décide de rendre visite à la sorcière au ravin de l'ours et la ramène chez eux. En la voyant, Pétro se souvient de ce qui s'est passé et frappe la sorcière d'un coup de hache. Celle-ci disparaît en fumée et le spectre d'Ivass apparaît à la porte, couvert de sang. De Pétro, il ne reste plus qu'un tas de cendres et, de l'or, un monceau de tessons. Pidorka, devenue subitement riche, effectue un pèlerinage et se retire dans un couvent, tandis que Basavriouk réapparaît au village.
Chez la tante du grand-père de Thomas, tenancière d'une auberge, des phénomènes étranges se produisent. Ainsi un agneau rôti s'anime, un calice s'incline devant le grand-père et un bol danse. Même aspergée d'eau bénite, l'auberge continue d'être possédée et le village est bientôt abandonné de tous.

## Adaptations
Cette courte histoire a été la principale source d'inspiration au compositeur russe Modeste Moussorgski pour son poème symphonique Une nuit sur le mont Chauve, rendu célèbre par son utilisation dans le film d'animation Fantasia de Walt Disney.
- 1968 : La Nuit de la veille de la Saint-Jean (Вечер накануне Ивана Купалы, Vecher nakanune Ivana Kupala), film russe réalisé par Youri Illienko, adaptation de la nouvelle éponyme de Gogol